# We Are Here World Tour (2019)
We Are Here World Tour — третий концертный тур южнокорейского хип-хоп бойз-бэнда Monsta X. Тур начался 13 апреля 2019 года после выхода второго студийного альбома группы Take.2 We Are Here.

## О туре

### Азия
В марте лейбл объявил о третьем мировом туре группы, включающем в себя восемнадцать городов, первый концерт состоялся в Сеуле в SK Olympic Handball Gymnasium, расположенный в Олимпийском парке Сеула, 13 и 14 апреля.
22 июня 2019 года Starship Entertainment сообщил о том, что Вонхо не будет присутствовать на концерте в Малайзии из-за невозможности въехать туда по причине потери паспорта

### Австралия
Тур является первым, в истории группы, где присутствует Австралия. Monsta X выступили в ICC Sydney Theater в Сиднее 5 июня и на Margaret Court Arena в Мельбурне 8 июня.

### Европа
После концертов в Австралии, группа начала давать концерты в Европе. Первый концерт состоялся в Palacio Vistalegre в Мадриде 29 июня, в AFAS Live в Амстердаме 3 июля, La Seine Musicale в Париже 6 июля, SSE Arena Wembley в Лондоне 9 июля.
В Европе концерт привлек к группе внимание СМИ, включая участие и выступление в известном местном утреннем телешоу.

### США
Monsta X начали выступать с концертами в США 25 июля в Verizon Theater в Далласе и завершили 10 августа в Staples Center в Лос-Анджелесе.
Во время своего пребывания они принимали участив в различных шоу и интервью для местных и общенациональных телепрограмм, таких как Good Morning America и Jimmy Kimmel Live! и публиковались в таких журналах, как Billboard, Forbes и Chicago Tribune.

## Отзывы
Сара Дин из Metro дала концерту в Лондоне четыре звезды из пяти и охарактеризовала его, как «модернизированное шоу, которое было отчасти концертом, отчасти рейвом», она добавила, что" все яростное, но новообретенной уверенностью". Дин также похвалил их более «зрелое и экспериментальное звучание».

## Влияние

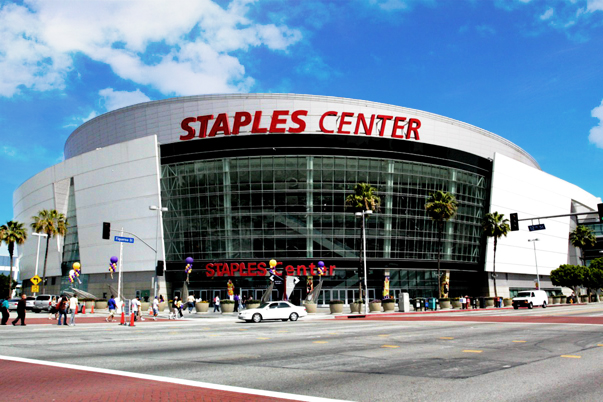
Monsta X стали двенадцатыми азиатскими артистами в истории, собравшими более 1 000 000 долларов за один концерт в Северной Америке на арене Staples Center

Monsta X выступили на арене Staples Center в Лос-Анджелесе, где ежегодно проводится американская премия Грэмми. Также, площадь известна тем, что там выступают артисты известные во всем мире, такие как Бейонсе, Тейлор Свифт, Эд Ширан и BTS. Группа также стала двенадцатом азиатским артистом в истории, собравшими более 1 000 000 долларов за один концерт в Северной Америке.
Monsta X стали первым K-pop артистами, появившимся в прямом эфире утренней программы новостей Good Morning Britain, британского канала ITV. Также они стали первыми K-pop артистами, появившиеся в мультсериале Вся правда о медведях, где участники группы записали свои голоса на английском языке, этот эпизод был создан благодаря общению между американским аниматором Даниэлем Чонгом и фан-клубом группы. Эпизод транслировался в 200 странах мира.

## Сет-лист
1. «Shoot Out»
2. «Hero»
3. «Trespass»
4. «Party Time»
5. «Play It Cool»
6. «Miss You»
7. «Mohae»
8. «Jealousy»
9. «Myself» — Минхёк, Кихён и Хёнвон
10. «SamBakJa» — Чжухон и I.M
11. «Mirror» — Вонхо и Шону
12. «Honestly»
13. «I’ll Be There»
14. «I Do Love U»
15. «White Sugar»
16. «No Reason»
17. «Myself»
18. «Who Do U Love?»
19. «Dramarama»
20. «Spotlight»
21. «Oh My»
22. «Special»
23. «Fallin»
24. «Alligator»
25. DJ H.One Stage Set
26. «Rodeo»
27. «By My Side»

## Даты выступлений
| Дата             | Город        | Страна                    | Место проведения                       | Посещаемость |
| Азия             | Азия         | Азия                      | Азия                                   | Азия         |
| ---------------- | ------------ | ------------------------- | -------------------------------------- | ------------ |
| 13 апреля 2019   | Сеул         | Республика Корея          | SK Olympic Handball Gymnasium          | 10,000       |
| 14 апреля 2019   | Сеул         | Республика Корея          | SK Olympic Handball Gymnasium          | —            |
| 1 июня 2019      | Бангкок      | Таиланд                   | Thunder Dome                           | —            |
| Австралия        |              |                           |                                        |              |
| 5 июня 2019      | Сидней       | Австралия                 | International Convention Centre Sydney | —            |
| 8 июня 2019      | Мельбурн     | Австралия                 | Margaret Court Arena                   | —            |
| Азия             |              |                           |                                        |              |
| 22 июня 2019     | Куала-Лумпур | Малайзия                  | Malawati Stadium                       | 5,000        |
| Европа           |              |                           |                                        |              |
| 29 июня 2019     | Мадрид       | Испания                   | Palacio Vistalegre                     | —            |
| 3 июля 2019      | Амстердам    | Нидерланды                | AFAS Live                              | —            |
| 6 июля 2019      | Париж        | Франция                   | La Seine Musicale                      | —            |
| 9 июля 2019      | Лондон       | Великобритания            | Wembley Arena                          | —            |
| 13 июля 2019     | Берлин       | Германия                  | Мерседес-Бенц Арена                    | —            |
| Южная Америка    |              |                           |                                        |              |
| 19 июля 2019     | Сан-Паулу    | Бразилия                  | Espaço Das Américas                    | —            |
| Северная Америка |              |                           |                                        |              |
| 21 июля 2019     | Мехико       | Мексика                   | Teatro Metropólitan                    | —            |
| 25 июля 2019     | Даллас       | Соединённые Штаты Америки | Verizon Theatre                        | —            |
| 27 июля 2019     | Хьюстон      | Соединённые Штаты Америки | Smart Financial Centre                 | —            |
| 30 июля 2019     | Атланта      | Соединённые Штаты Америки | Fox Theatre                            | —            |
| 3 августа 2019   | Нью-Йорк     | Соединённые Штаты Америки | Hulu Theater                           | —            |
| 6 августа 2019   | Чикаго       | Соединённые Штаты Америки | Rosemont Theatre                       | —            |
| 10 августа 2019  | Лос-Анджелес | Соединённые Штаты Америки | Crypto.com-арена                       | —            |
| Азия             |              |                           |                                        |              |
| 21 августа 2019  | Тиба         | Япония                    | Макухари Мессе                         | 32,000       |
| 22 августа 2019  | Тиба         | Япония                    | Макухари Мессе                         | 32,000       |
| 3 сентября 2019  | Осака        | Япония                    | Osaka-jō Hall                          | 32,000       |
| 4 сентября 2019  | Осака        | Япония                    | Osaka-jō Hall                          | 32,000       |